# Понруа, Артюр
Пьер Габриэль Артюр Понруа (фр. Pierre Gabriel Arthur Ponroy; 25 марта 1816, Исудён — 16 марта 1876, Вунёй-сюр-Вьен) — французский писатель, драматург и журналист.
Дебютировал во Французском театре трагедией на древнеримский сюжет «Старый консул» (фр. Le Vieux Consul; 1844), критика отнеслась к этому сочинению негативно, расценив как неудачную попытку конкурировать с вышедшей годом раньше «Лукрецией» Франсуа Понсара. «Это небывалое, невозможное, несбыточное действие, эти преувеличенные характеры, эта бессвязная и бестолковая драма, и эти варварские стихи — не произведут ничего, кроме скуки и отвращения», — писал о «Старом консуле» видевший пьесу в Париже Н. И. Греч.
В 1842 г. выпустил в Париже сборник стихов «Формы и цвета» (фр. Formes et couleurs). В том же году вышло отдельной брошюрой хвалебное критическое эссе об этом сборнике, будто бы написанное англичанином Джорджем Диксом (фр. Georges Dicks) и переведённое с английского; как указывает Ж. М. Керар, преобладает мнение, что Понруа написал его сам о себе. В 1843 г. напечатал анонимно сборник ориенталистских стихотворений «Восточные легенды» (фр. Légendes orientales). В 1845 г. издал двухтомный роман «Старый поэт» (фр. Le vieux poète), за которым последовала серия романов на древнеримские сюжеты (12 книг). В дальнейшем также предпочитал исторические темы, изредка обращаясь и к французской тематике — например, в романе «Приход Вольне» (фр. La paroisse de Valnay; 1845). В 1849 г., сразу после смерти Тома Робера Бюжо, опубликовал сборник рассказов о нём «Маршал Бюжо» (фр. Maréchal Bugeaud). Продолжал выступать и с драматическими сочинениями: комедия «Один или другой» (фр. L'Un ou l'Autre; 1857), драма «Свадебный подарок» (фр. Présent de noces; 1862) и др., — Энциклопедический словарь Брокгауза и Ефрона констатировал, что успехом пьесы Понруа не пользовались.
Как журналист в 1849—1851 гг. издавал в своём родном городе журнал «Эндрский представитель» (фр. Le Représentant de l'Indre), переименованный по ходу издания в «Эндрский примиритель» (фр. Conciliateur de l'Indre), занимавший легитимистские позиции. В 1872 г. выпускал в Пуатье еженедельный журнал Le spectre blanc, также легитимистского толка. В разные годы выступал в печати с литературной и художественной критикой — в частности, в 1855 г. привлёк к себе внимание обзором современной французской живописи, в котором квалифицировал, по аналогии с политикой, Энгра как художника-абсолютиста, а Ораса Верне как художника «конституционного».